# Llenguatge verbal

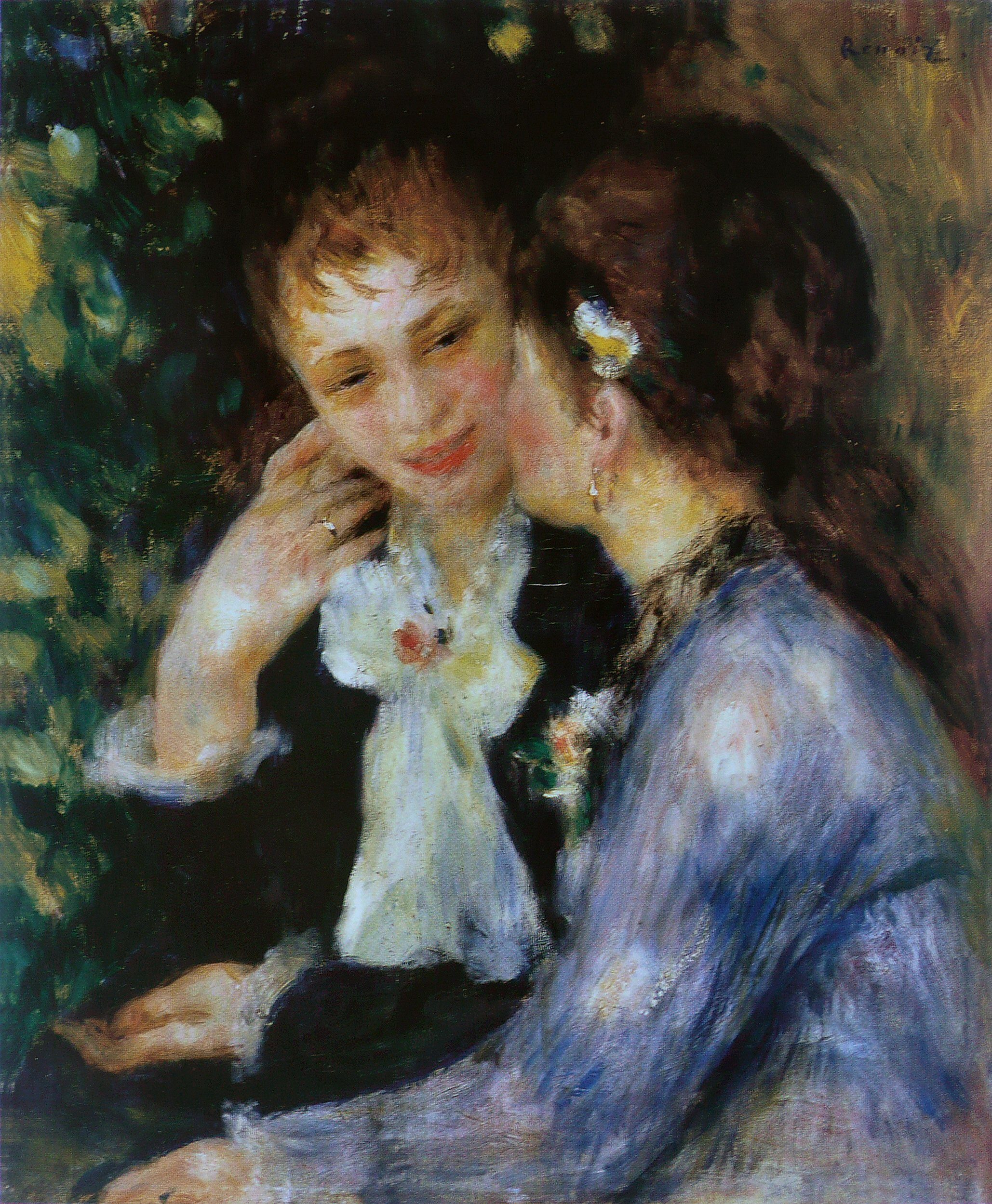
Dues dones usant el llenguatge verbal

El llenguatge verbal és un procediment de comunicació que utilitza símbols associats per regles, ambdós arbitraris i per conveni, per a codificar informació i descriure significats. Està molt vinculat a la llengua i la realitat social, lloc i època, dels individus que l'utilitzen. Per exemple, un nen que només parla xinès no pot comprendre el significat de les paraules d'un nen que parla en català mentre que sí que entendrà el plor de l'altre. Mentre el llenguatge no verbal pot ser cultural, per exemple una baixada de la mirada pot ser rebuda com a senyal de respecte u d'hostilitat, o més transversal interculturalment, com un somriure, el llenguatge verbal sempre és específic i artificial, depenent d'un codi consensuat particular que cal aprendre conscientment. Canvia amb la societat però de manera més lenta, causant de vegades anacronismes. Utilitza els canals oral (veu-oïda) i escrit (gràfic-vista).
És impossible separar en una interacció a les components verbal i no verbal del llenguatge per a comunicar-se amb llenguatge verbal únicament, en especial quan la comunicació és presencial. D'altra banda, l'absència de paraules també pot ser un missatge intens. A la vida quotidiana només el 7% de la comunicació en les converses és verbal, basada únicament en el significat de les paraules. Es pot parlar de components "digital" i "analògica" de la comunicació, referents respectivament a la verbal i no verbal.
La comunicació verbal o "digital" és la part de la comunicació, en contraposició amb la comunicació no verbal (expressió facial, cinèsica, actitud física, entonació, cadència de les paraules, to de veu, signes vestimentaris, accessoris, etc.), que es duu a terme utilitzant únicament com a codi el llenguatge verbal, que és el llenguatge que usa signes verbals. No tots els llenguatges amb lletres o caràcters són verbals, per exemple no ho són els llenguatges de programació, el musical i el matemàtic.

## Biologia

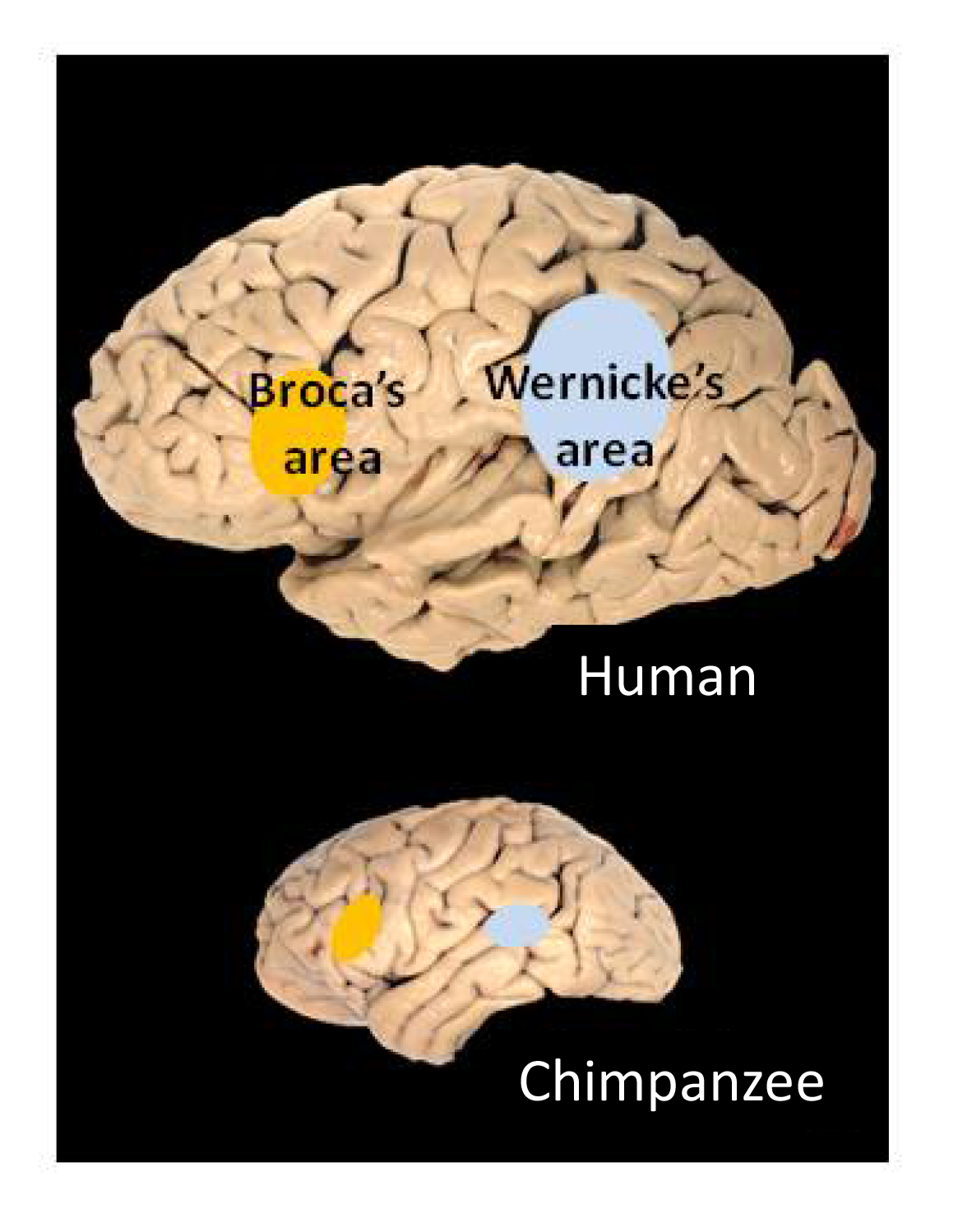
Sembla que l'àrea de Broca s'activa quan s'utilitza la gramàtica i s'emet un missatge verbal mentre que l'àrea de Wernicke correspon a l'escolta i comprensió d'aquest.

El llenguatge verbal, simbòlic i abstracte, possibilita l'expressió dels pensaments i dins del cervell és creat a l'escorça cerebral. La seva motivació, en canvi, és afectiva, produïda, com les valoracions subjectives, a la part del diencèfal, que no pot expressar-se amb paraules però té un llenguatge propi corporal i vegetatiu.

## Estils

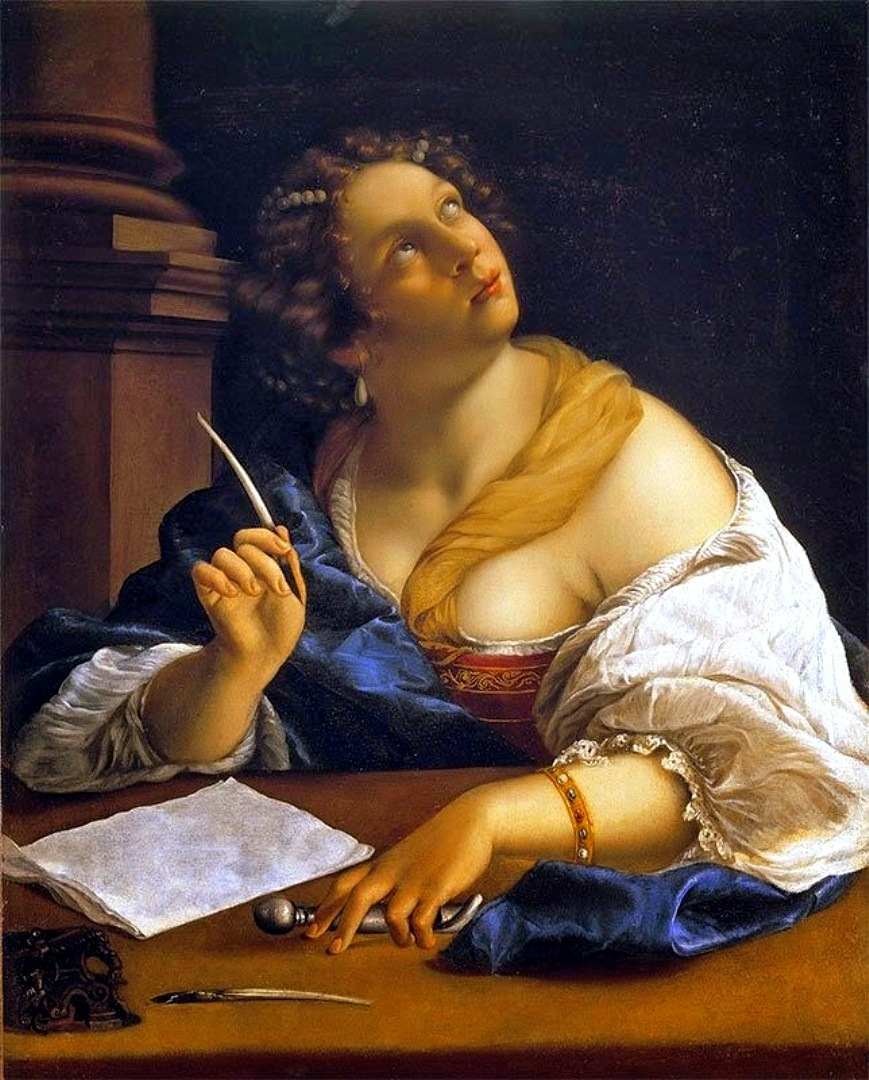
La civilització occidental, amb influència grega i judeocristiana, està tradicionalment basada en el llenguatge verbal.

La comunicació verbal es pot classificar en diferents estils segons per exemple la funció, que pot ser afectiva o instrumental, per a assolir objectius, i segons l'aspecte en què se centra, que pot ser personal o més centrat en el paper dels parlants i les seves relacions. En algunes llengües per exemple existeixen paraules específiques associades als diferents graus d'intimitat, a ocasions formals específiques o segons l'estatus social de la persona que parla. També la manera discursiva de la comunicació dona estils i estructures diferents, que poden ser lineals, circulars o barrejats, i que s'estudien específicament a l'art oratòria.
El llenguatge verbal i la parla poden tenir diferents qualitats segons si és més o menys expressiva pel que fa a les paraules utilitzades, si utilitza eufemismes, per exemple, pauses, silencis, si fa servir expressions i frases fetes, proverbis, modismes, si és més directe o fa servir metàfores i símbols, si usa exageracions, comparacions, imatges. O també, per exemple, si fa servir un llenguatge més o menys ric.
Segons la manera de desvelar el contingut, es parla d'un estil que pot ser més o menys directe. És més directe com més explícita, completa, clara, ordenada i lògica es presenti la informació, que al·ludeix directament als pensaments, idees o sentiments a expressar. L'estil més directe pot ser apercebut com a poc sensible o sorollós mentre que un d'indirecte, més depenent del context per exemple, pot ser titllat de poc clar o ambigu.

## Límits

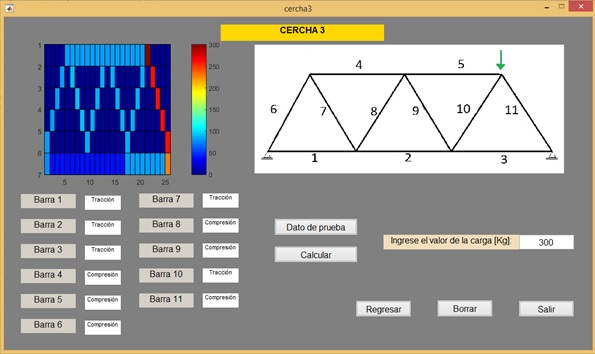
Llenguatge verbal combinat amb altres llenguatges

Tot i que les fronteres entre llenguatge verbal i no verbal en principi semblen clares, hi ha alguns aspectes del llenguatge que tradicionalment s'havia considerat no verbal que ara s'estudien a la fonologia, com per exemple els anomenats trets suprasegmentals o trets que no van intrínsicament units a sons, incloent l'entonació i la gradació accentual. D'altra banda, hi ha sorolls vocals que poden tenir contingut verbal en algunes llengües i en d'altres no, com és el cas dels clics, que en català són no verbals i corresponen per exemple al so d'un petó o al que es fa als cavalls perquè corrin.
El llenguatge vocal és l'expressat mitjançant la veu i forma part de la comunicació no verbal, a excepció del text verbal que es diu. En arts escèniques el treball de veu es considera entrenament físic, que pot fer-se juntament o per separat a l'entrenament corporal, segons les metodologies. El llenguatge vocal però no verbal inclou els esmentats clics, esternuts o rialles, per exemple. Des del punt de vista lingüístic, el llenguatge escrit es considera verbal però no vocal, sent verbals aspectes com la puntuació i la divisió en paràgrafs.
D'altra banda, ja a partir del segle XVII els científics i racionalistes es van començar a qüestionar la transmissió de coneixement per mitjà únicament de la comunicació verbal, oral o escrita, cosa que al romanticisme alemany es va estendre a una qüestió filosòfica de camp més general. Wittgenstein i Beckett són alguns dels que es van qüestionar la distància entre la realitat i la paraula. L'ús del llenguatge verbal ha minvat als usos artístics (arts escèniques, cinema i arts audiovisuals, poesia, etc.), d'enginyeria (mapes, plànols, simulacions i modelitzacions, equacions, diagrames, llenguatges de programació, etc.), científics (matemàtiques, física, química, genètica, etc.) i a les humanitats, havent per exemple articles de filologia en revistes especialitzades on el llenguatge verbal fa únicament d'introductor i connexió entre les diferents parts de l'estudi, compost per gràfics de columnes, formatgets, sinusoidals, quadres i corbes.